# Política y administración pública de la ciudad de Río de Janeiro
En la ciudad de Río de Janeiro, el Poder Ejecutivo está representado por el alcalde (en portugués: "prefeito") y su gabinete de secretarios conforme a lo dispuesto por la Constitución Federal. La Ley Orgánica del Municipio  y el actual Plan Director, señalan que la administración pública debe dar a la población herramientas efectivas para el ejercicio de la democracia participativa. De ese modo, la ciudad está dividida en secretarías y subsecretarías municipales, empresas públicas, autarquías y fundaciones dirigidas, cada una de ellas, por un sub mandatario nombrado directamente por el Alcalde. 

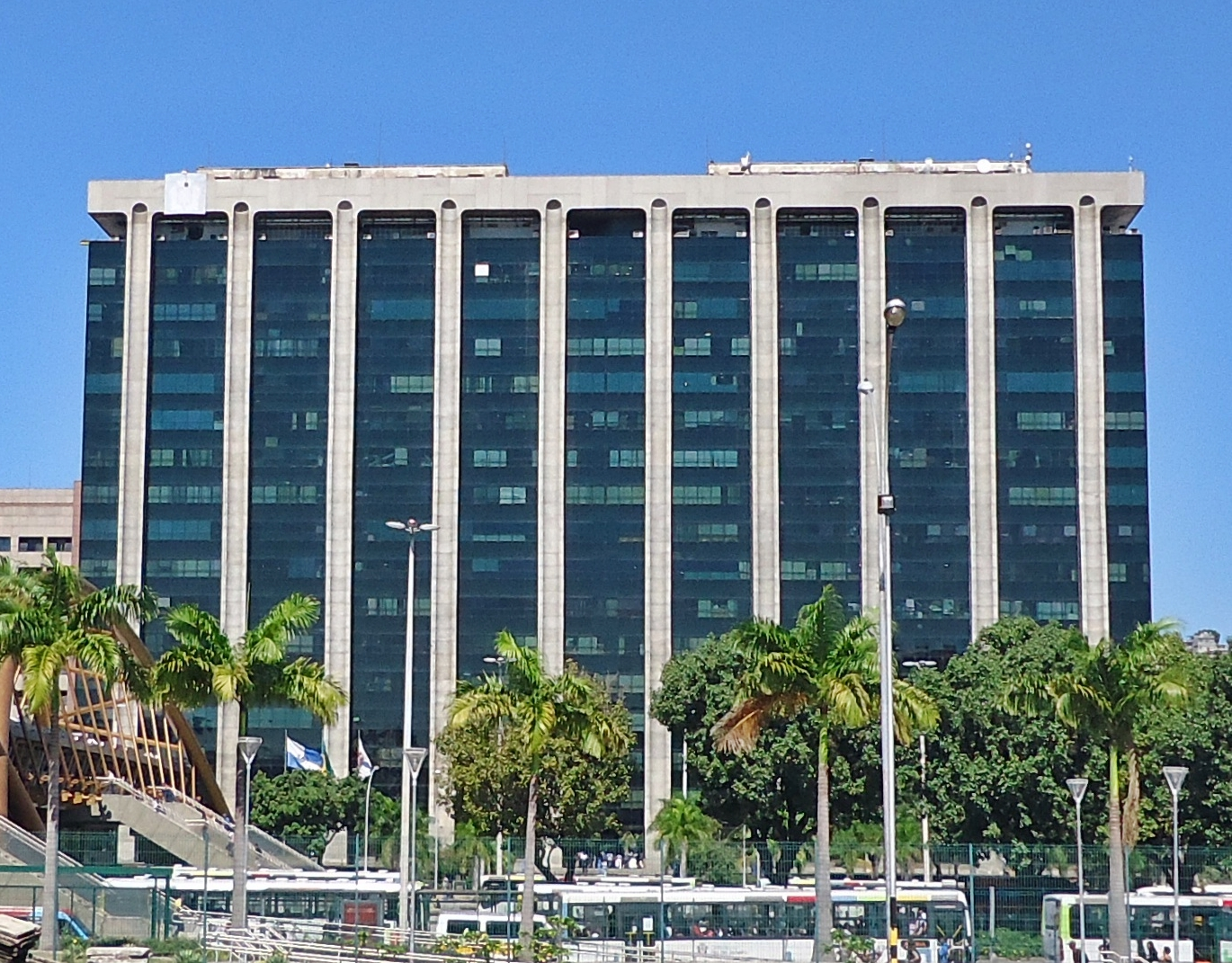
Alcaldía de Río de Janeiro: edificio del Centro Administrativo São Sebastião (CASS).

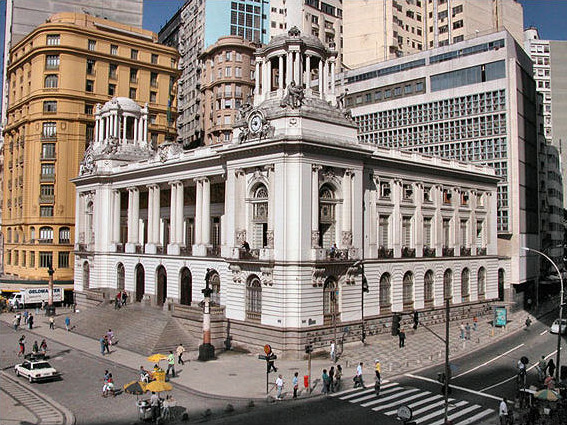
Palacio Pedro Ernesto, en Cinelândia, donde está instalada la Cámara Municipal de Río de Janeiro.

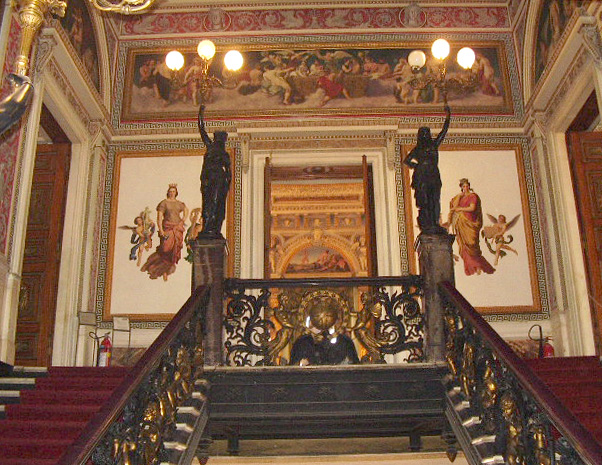
Interior del Palacio de Catete, que hoy alberga las instalaciones del Museo de la República y que fue sede del Gobierno Federal entre 1897 y 1960.

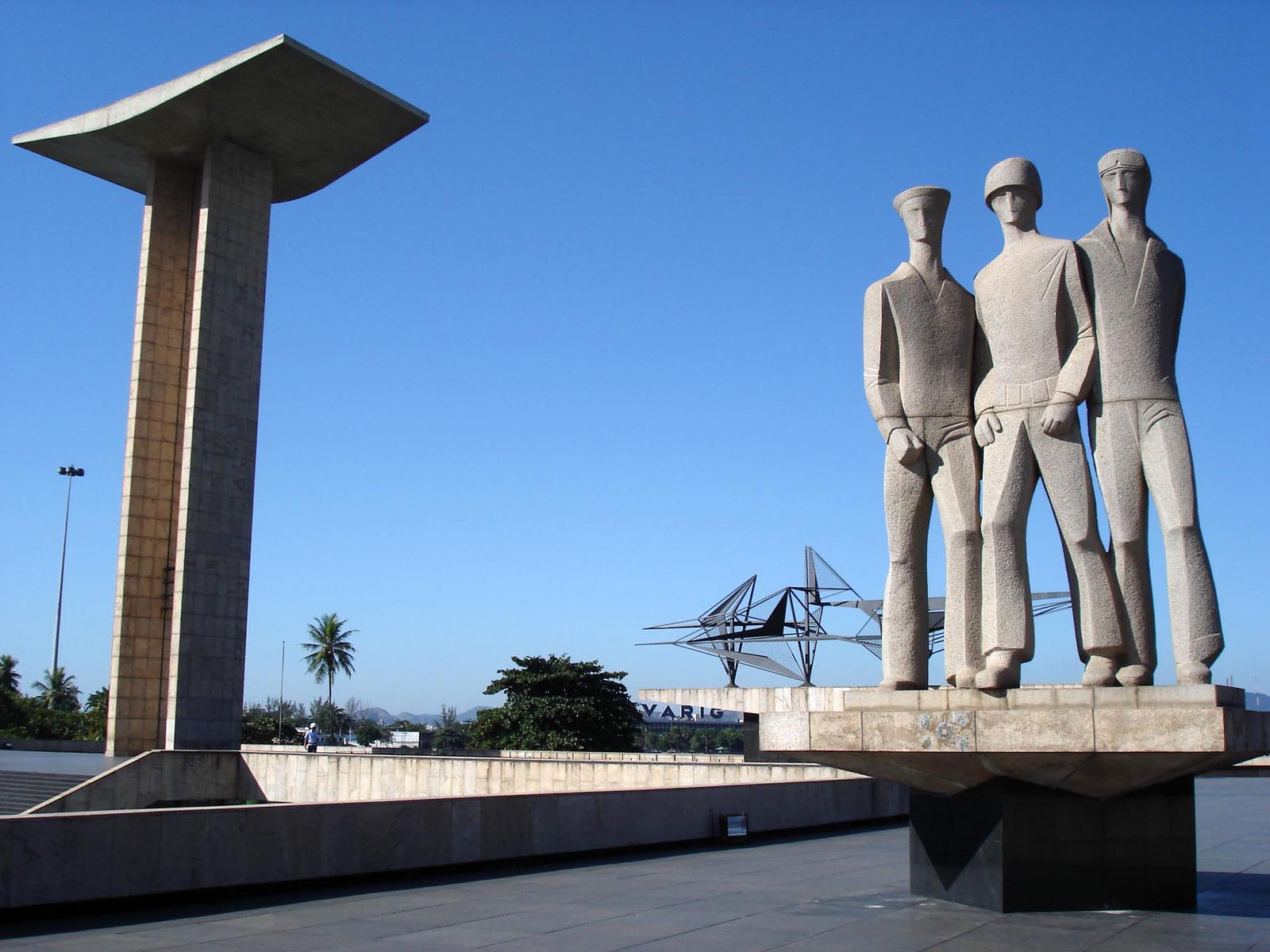
Monumento aos Pracinhas, en el Aterro do Flamengo.

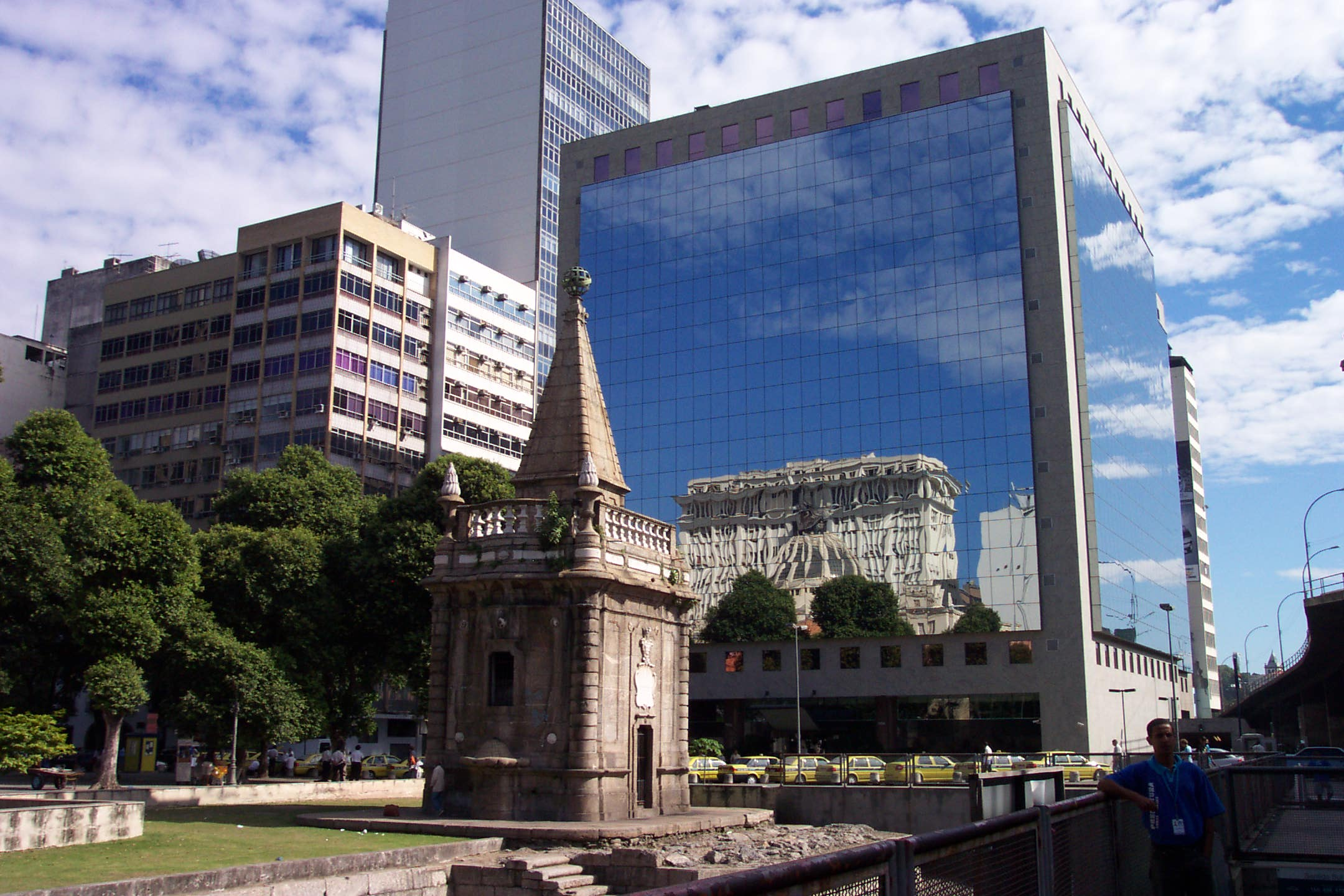
Plaza Quince de Noviembre, en el centro de Río de Janeiro. En primer plano, la fuente del Mestre Valentim.

El Poder legislativo está conformado por la Cámara Municipal, compuesta por 51 concejales elegidos para mandatos de cuatro años conforme a lo establecido en el artículo 29 de la constitución que establece un mínimo de 42 y un máximo de 55 concejales para municipios con más de cinco millones de habitantes. Le corresponde a la cámara elaborar y votar las leyes relativas para la administración. El alcalde cuenta con el derecho de veto.
No obstante, existen consejos municipales que actúan como complemento del proceso legislativo y del trabajo realizado por las secretarías. Formados obligatoriamente por representantes de diversos sectores de la sociedad civil organizada, trabajan en diferentes frentes, aunque a veces se cuestiona su representatividad efectiva. Actualmente se encuentrn en actividad el Consejo Municipal de Protección al Patrimonio Cultural (CMPC), Turismo, Defensa del Medio Ambiente (CONDEMAM), Salud (CMS), Derechos del Niño y del Adolescente (CMDCA), Educación (CME), Asistencia Social (CMAS) y Antidrogas.
Por ser la capital del estado, la ciudad también es sede del Palacio Laranjeiras (Poder Ejecutivo) y de la Asamblea Legislativa de Río de Janeiro (ALERJ), ubicada en el Palacio Tiradentes – edificio que antes albergara al Congreso Nacional entre 1926 y 1960.

## División administrativa
El município de Río de Janeiro está dividido en 163 barrios, agrupados en 61 Gerencias Ejecutivas Locales (GEL). La ciudad cuenta con 26 secretarías municipales y 8 subprefecturas: Subprefectura de Barra da Tijuca, Subprefectura de Grande Tijuca, Subprefectura de la Zona Norte, Subprefectura de la Zona Sur, Subprefectura de las Islas, Subprefectura de la Zona Oeste, Subprefectura del Centro y Subprefectura de Jacarepaguá.

## Empresas públicas
Pertenecen al municipio - o, es accionista (mayoritario o no) de su capital social - varias empresas responsables de servicios públicos o aspectos económicos del municipio:
- Compañía de Desarrollo Urbano de la Región del Puerto de Río de Janeiro (Cdurp): creada por la Ley Complementaria nº 102, es la gestora del ayuntamiento para la Operación Urbana del Consorcio Porto Maravilha. La Cdurp es responsable de la articulación entre los demás órganos públicos y privados y la Concesionaria Porto Novo - que ejecuta obras y servicios en los 5 millones de metros cuadrados del Área de Especial Interés Urbano (Aeiu) de la Región Portuaria de Río.
- Empresa Municipal de Energía y Alumbrado (Rioluz): vinculada al Departamento de Obras, gestiona el alumbrado público del municipio. Entre sus principales cometidos está la elaboración de proyectos y la ejecución de obras para la instalación de nuevos puntos de luz en la vía pública y en monumentoss y edificioss que forman parte del patrimonio natural, patrimonio histórico, patrimonio arquitectónico y patrimonio cultural de la ciudad. También coordina la iluminación del carnaval carioca.[2]
- Compañía Municipal de Limpieza Urbana (Comlurb): con el ayuntamiento como accionista mayoritario, es una sociedad anónima y la mayor organización pública de limpieza de América Latina. Presta servicios de recogida domiciliaria, limpieza de vías públicas, playas y mobiliario urbano y limpieza de hospitales municipales. La empresa también cuenta con un investigación aplicada en Jacarepaguá.
- Compañía de Ingeniería de Tráfico de Río de Janeiro (CET-RIO): sociedad anónima controlada por el ayuntamiento y vinculada a la Secretaría Municipal de Transportes, es responsable del control del tráfico, de la aplicación de multass y del mantenimiento del sistema vial y de tráfico de la ciudad. Elabora y publica informes periódicos sobre accidentess y fluidez del tráfico en las vías urbanas.[3]
- Empresa Distribuidora de Filmes (Riofilme): creada en noviembre de 1992, ha contribuido a la revitalización del cine nacional a lo largo de los años, aportando fondos para la producción y distribución de cortometrajes, mediometrajes y largometrajes y a la expansión del mercado de exhibición.[4] Se encuentra en el barrio de Laranjeiras, en una mansión de finales del siglo XIX conocida como "Casas Rosadas".[4]
- Empresa Municipal de Artes Gráficas (Prensa Oficial): primera prensa oficial de ámbito municipal, atiende todas las necesidades de servicios gráficos de 54 órganos de la administración municipal directa, indirecta y fundacional, y publica el Diário Oficial do Município y sus suplementos.[5] Además, produce libros, folletos, boletines, cartels e impresos para escuelas y hospitales y para el funcionamiento de todos los servicios de Río de Janeiro.[5]
- Empresa Municipal de Informática (IplanRio): fundada en 1979, gestiona los recursos informáticos del ayuntamiento.[6]
- Empresa Municipal de Multimedios (MultiRio): dependiente de la Secretaría Municipal de Educación (SME), diseña y produce medios para niños y adolescentes, alumnos de escuelas municipales y sus profesores y familias, además de promover viñetas, series y programas educativos para TV.[7]
- Empresa Municipal de Urbanización (Riourbe): es responsable por el desarrollo de proyectos y obras públicas de infraestructura, urbanización, reformas, construcciones, conservación y mantenimiento preventivo de edificios públicos. También elabora presupuestos, proyectos de arquitectura y realiza Licitaciones.[8] Es una empresa pública de capital cerrado, con la Prefeitura do Rio de Janeiro como único accionista.
- Empresa de Turismo (Riotur): es el órgano ejecutivo de la Secretaría Especial de Turismo que trabaja para organizar grandes eventos y promover el turismo en la ciudad, observando las directrices y programas de la Administración Municipal.[9]
- Rio Eventos: empresa pública cuya función es gestionar los grandes eventos que tienen lugar en la ciudad, coordinando los órganos municipales y dialogando con las demás esferas.

## Autarquías Municipales
- Instituto Municipal de Urbanismo Pereira Passos (IPP): vinculado a la Secretaría Municipal de Urbanismo, es responsable de las actividades relacionadas con la planificación urbana, la producción de información geográfica, cartográfica y estadística y el desarrollo de proyectos estratégicos que subvencionan estudios socioeconómicos y políticas sectoriales.[10] Tiene su origen en la Fundación RioPlan, de la que fue desmembrada en 1998. Creada en 1979 y posteriormente convertida en la Empresa Municipal de Informática y Planeamiento, IplanRio realizaba proyectos de planeamiento urbano y la producción de estadísticas de gestión, además de ser responsable de la base cartográfica de Río de Janeiro.[10]
- Instituto de Previsión y Asistencia del Municipio de Río de Janeiro (PREVI-RIO): autarquía responsable de administrar el régimen previsional propio del municipio - la Caja Especial de Previsión del Municipio de Río de Janeiro (FUNPREVI) - y de conceder beneficios previsionales y prestar servicios a sus asegurados.[11]
- Guardia Municipal de Río de Janeiro (GM-Rio): como fuerza de seguridad comunitaria de la alcaldía, su misión es garantizar la integridad de bienes, servicios e instalaciones municipales. Fue creada el 27 de septiembre de 1992, e implantada oficialmente por el Decreto Municipal nº 12 000, de 30 de marzo de 1993.[12]

## Fundaciones
- Fundación Ciudad de las Artes: la Fundación Ciudad de las Artes es un espacio diseñado para acoger múltiples actividades artísticas, como exposiciones, espectáculos de danza, teatro y música. Este complejo cultural también se utiliza para conferencias, talleres, congresos, charlas con autores, presentaciones de libros y otras actividades de formación cultural y artística.
- Fundación Instituto Río das Águas del Municipio de Río de Janeiro (RIO-ÁGUAS): La Fundación Instituto das Águas do Município do Rio de Janeiro (Rio-Águas), órgano vinculado a la Secretaría Municipal de Conservación y Medio Ambiente, tiene como objetivo gestionar y supervisar las actividades relacionadas con la gestión de las aguas pluviales, la prevención y el control de las inundaciones y el saneamiento en la ciudad de Río de Janeiro, de acuerdo con su área de actuación.
- Fundación Instituto de Geotécnica do Município do Rio de Janeiro (GEO-RIO)
- Fundación Jardim Zoológico da Cidade do Rio de Janeiro (RIOZOO): el Zoológico de Río de Janeiro es el zoológico más antiguo de Brasil. Situado en el corazón de la Quinta da Boa Vista, un parque imperial en el distrito de São Cristóvão, el Zoológico de Río tiene una superficie de 55.000 metros cuadrados y cuenta con cerca de 1.300 animales, entre aves, primates, reptiles, peces y gatos.
- Fundación Parques e Jardins (FPJ): La Fundación Parques y Jardines, órgano vinculado a la SECONSERMA, es responsable por el paisajismo y forestación de la ciudad, corresponsable por la administración de los parques urbanos municipales, así como responsable por los actos normativos relativos a las cuestiones de plazas, parques y gestión de forestación, editados en el Decreto 28 981 del 31 de enero del 2008.
- Fundación Planetario de la Ciudad de Río de Janeiro (PLANETÁRIO): La Fundación Planetario es un instrumento de investigación y divulgación de la astronomía y ciencias afines. La institución ofrece a sus visitantes cursos, exposiciones, experimentos interactivos, sesiones en cúpula, visitas guiadas al museo con monitores, observaciones semanales del cielo.